# Acuphis eulateris
Acuphis eulateris är en spindeldjursart som beskrevs av Wolfgang Karg 1998. Acuphis eulateris ingår i släktet Acuphis och familjen Ologamasidae. Inga underarter finns listade i Catalogue of Life.